# Teneliximab
Il teneliximab (il cui nome tecnico è BMS-224819) è un anticorpo monoclonale chimerico (combinazione tra proteina murina e proteina umana) che agisce legandosi alla CD40, proteina transmembrana presente su alcune cellule presentanti l'antigene; questo legame è potenzialmente in grado di ridurre l'iperattivazione immunitaria in caso di patologie autoimmuni, tuttavia il farmaco non è mai stato coinvolto in studi clinici mirati a determinarne l'efficacia terapeutica e la tollerabilità.